# Cung (họ)
Cung là một họ của người ở vùng Văn hóa Đông Á, phổ biến ở Việt Nam (Chữ Hán: 恭), Triều Tiên (Hangul: 궁; Romaja quốc ngữ: Gung), Nhật Bản (Kanji: 宮, Rōmaji: Miya) và Trung Quốc (phồn thể: 龔, giản thể: 龚, Bính âm: Gong).
Tại Trung Quốc trong danh sách Bách gia tính họ Cung đứng thứ 192, về mức độ phổ biến họ này xếp thứ 100 ở Trung Quốc theo thống kê năm 2006. Người Trung Quốc còn hai họ khác cũng có phiên âm Hán Việt là Cung, đó là họ 宮 và họ 弓, tuy nhiên cả hai họ này đều không phổ biến như họ Cung (龔)

## Người Việt Nam họ Cung có danh tiếng
- Cung Khắc Đản (恭克憻[1], ? - 1921) là cử nhân triều Nguyễn, làm quan tuần phủ Lạng Sơn, bị quân khởi nghĩa sát hại.[2][3][4][5]
- Cung Đình Vận (恭廷惲[6], 1897 - 1945) là quan triều Nguyễn thân Pháp, bị Việt Minh xử tử.[7]
- Cung Giũ Nguyên (1909 - 2008) là nhà văn Pháp ngữ và là người gốc Hoa.
- Cung Trầm Tưởng (sinh 1932), tên thật là Cung Thức Cần là nhà thơ hiện đại Việt Nam.
- Cung Tiến (sinh 1938), tên thật là Cung Thúc Tiến là một nhạc sĩ dòng nhạc tiền chiến, hiện định cư tại Hoa Kỳ.
- Cung Khắc Lược (sinh 1937) là nhà Hán Nôm học, người viết thư pháp có tiếng ở Hà Nội.[8]

## Người Trung Quốc họ Cung (龔) có danh tiếng
- Cung Tự Trân, nhà văn cuối đời nhà Thanh
- Cung Như Tâm, nữ tỉ phú Hồng Kông
- Cung Từ Ân, nữ diễn viên Hồng Kông
- Cung Tuấn, nam diễn viên người Trung Quốc
- Cung Lâm Na, nữ ca sĩ người Trung Quốc

## Người Nhật họ Cung có danh tiếng
- Miyamoto Musashi (Cung Bản Vũ Tàng), kiếm sĩ, nhà triết học võ thuật, và là một rōnin người Nhật Bản.